# Via Militaris
Via Militaris ali Via Diagonalis je bila rimska cesta, ki je vzpostavila kopensko povezavo med Evropo in Malo Azijo. Dolgo časa je bila to edina celinska pot med Orientom in Zahodom. Med križarskimi vojnami, otomanskim obleganjem Dunaja, napadi Hunov in Avarov ter preseljevanjem Gotov in Slovanov je igral pomembno vlogo v svetovni zgodovini.
Via Diagonalis, velika balkanska cesta (Zagreb – Beograd – Niš – Sofija – Carigrad) je bila pomembna vojaška os, ki je držala Rimsko cesarstvo skoraj štiri stoletja.
Ta strateško pomembna cesta je bila začrtana v času cesarja Nerona (37–68) v 1. stoletju našega štetja. Dokončana je bila pod cesarjem Trajanom (53-117). Dolžina od Singidunuma do Konstantinopla je bila 924 kilometrov.
Med prvimi evropskimi osvajanji osmanskih Turkov je orta kol (dob. 'srednji krak') sledil Via Militaris.
Danes je Via Militaris propadla in jo je mogoče prepoznati le na nekaj mestih. Natančne lokacije vseh vmesnih postaj tudi ni mogoče natančno določiti, so pa imena vseh vmesnih postaj znana iz virov. Jugovzhodni konec Via Militaris je bil nesporno Konstantinopel. Severozahodni konec ni natančno opredeljen in je, odvisno od avtorja, lokaliziran v Singidunum, Viminatium, Sirmium, Aquincum (današnja Budimpešta) ali celo Carnuntum (severovzhodno od Dunaja).
Maja 2010, ko so potekala dela na vseevropskem koridorju X v Srbiji, so v Dimitrovgradu v Srbiji izkopali dobro ohranjene ostanke ceste. Osem metrov široka cesta je bila zgrajena iz velikih kamnitih blokov in je imela dva pasova.
Tudi po rimskem obdobju je bila ena glavnih prometnih in kulturnih poti v Evropi. Danes ob teh mestih po stari rimski cesti potekata E75 in E80 in sta podobnega pomena za evropski tranzitni promet. Srbska avtocesta od Niša do Dimitrovgrada na srbsko-bolgarski meji poteka po poti stare Via Militaris, prav tako trasa Orient Expressa.

## Ime
Rimljani naj bi jo imenovali tudi Via Singidunum.
Obe oznaki Via Militaris in Via Diagonalis sta novejšega izvora in se v rimskih časih nista uporabljali. Izraz Via Militaris je dvoumen, saj se je nanašal tudi na vojaške ceste (vojaške ceste) rimskega cesarstva na splošno. Ime Via Diagonalis (»diagonalna cesta«) se izogiba dvoumnemu imenu Via Militaris.
Pot med Beogradom in Carigradom se je na podlagi študij Konstantina Jirečka (1877) običajno imenovala vojaška cesta. Jireček je za to ime dobil dodatno potrditev v odkritju rimskega napisa iz leta 61 našega štetja, ki je bil odkrit blizu današnjega Plovdiva. Felix Kanitz je to cesto označil preprosto kot Viminacium - Konstantinopler Heerweg.
V bolgarski literaturi se Via Militaris pogosto imenuje tudi:
- velika diagonalna cesta (bolgarsko голям диагонален път/goljam diagonalen pat; francosko la grande route militaire)
- ali preprosto centralna cesta (bolgarsko централен път/central pat)

## Ključna mesta
Via Militaris je potekala skozi rimske province Panonijo superior in inferior, Mezija superior, Trakija in  Bitinija in Pont. Nova naselja so nastala ob Via Militaris in prerasla v mesta. 
| Antično ime                     | Lega                 |
| ------------------------------- | -------------------- |
| Singidunum                      | Beograd, Srbija      |
| Gratiana                        | Dobra, Srbija        |
| Viminacium (današnji Požarevac) | Kostolac, Srbija     |
| Naissus                         | Niš, Srbjia          |
| Remesiana                       | Bela Palanka, Srbija |
| Serdika                         | Sofija, Bolgarija    |
| Filipopolis                     | Plovdiv, Bolgarija   |
| Hadrianopolis                   | Odrin, Turčija       |
| Arcadiopolis                    | Lüleburgaz, Turčija  |
| Bizanc                          | Carigrad, Turčija    |

## Potek
Via Militaris se je raztezala od Beograda do Carigrada. Prvih 200 km od skupne razdalje 924 km je sledilo toku Morave.
Potek rimskih cest v poznem Rimskem cesarstvu, vključno z vojaškimi cestami, je bil kartiran v zgodovinski karti Tabula Peutingeriana, vendar je potek ceste le približen. V Itinerarium Antonini so navedene tudi rimske ceste in naselja, vendar brez zemljevidov. Dragocene informacije o mestih, postajah za menjavo konj (mutationes; mutatio - majhna vmesna postaja) in hostlih (mansiones; mansio - velika postaja, za prenočevanje, s hlevi) in razdaljah med posameznimi etapami najdete v Itinerarium Burdigalense, potopis anonimnega avtorja romanja iz let 333 do 334, ki vsebuje seznam vseh prehojenih mest in postaj. Itinerarium Burdigalense kaže, da je bila v 3. in 4. stoletju Via Militaris 31 utrjena vzdolž 670 rimskih milj (milia passuum; kratko: m.p.) (1 rimska milja = 1482 m; to je: 670 rimskih milj = 993 km). Imela je 43 postaj. Ljudje so običajno potovali od mansio do mansio, tako da je bila njihova razdalja "dnevno potovanje". Nekaj krajevnih imen naselij ob Via Militaris najdemo tudi v Geographike Hyphegesis, atlasu, ki ga je okoli leta 150 ustvaril Klavdij Ptolemaj (100-150).
Via Militaris je bila raziskana. Po vsaki rimski milji je bil ob vojaški cesti običajno steber rimske milje (miliarium), ki je označeval oddaljenost do sosednjih mest ali nosil napise zahvale.
Na vojaških cestah so bile tudi trdnjave (castellum) ali posamezni stolpi (turres), številne menjalnice (mutatio), kjer so čez dan menjavali konje in kočije, marsikje pa gostilne (taberna).
Ceste se je odcepila od Via Egnatia zahodno od današnjega Carigrada in vodila proti severozahodu do Donave, ki se je takrat na tem območju imenovala Ister.
Via Militaris je povezovala mesta Hadrianopolis (današnji Odrin), Filipopolis (današnji Plovdiv), Serdica (današnja bolgarska prestolnica Sofija), Naissus (današnji Niš) z Viminacijem na Donavi, kjer se je srečala z Donavsko cesto.
Z Via Egnatia so jo povezovale druge pomembne ceste: cesta Naissus-Stobi ob reki Axios (danes Vardar v Srbiji, Grčiji in Severni Makedoniji), Serdica-Pautalia-Solun ob reki Strimon (danes Struma v Bolgariji in Grčiji), cesta Lissae-Nicopolis ad Nestum-Solun ob reki Nestum (danes Mesta v Bolgariji in Nestos v Grčiji) in cesta Fillipopolis-Stanimaka-Fillipi (danes v Bolgariji in Grčiji). Večina mest je imela koristi od njihove lege ob tej pomembni cesti.
V Naissusu, današnjem Nišu, ki je nato postal cestno križišče na Balkanu, je krak vodil v Singidunum, današnjo srbsko prestolnico Beograd, in v Bononijo (današnji Vidin). Iz Singidunuma ali Bononije je bilo mogoče potovati proti severu ob Donavi preko Carnunta, takrat glavnega mesta province Panonije, do Vindobone (danes Dunaj). V južni smeri so dosegli delto Donave in Via Pontica preko Ratiaria, Augustae, Oescus, Novae, Sexaginta Prista, Dorostorum.